# شارل غارنييه
شارل غارنييه (بالفرنسية: Charles Garnier)‏ (1825 – 1898 م) هو مهندس معماري، من فرنسا، توفي في باريس، عن عمر يناهز 73 عاماً.

## نشأته
وُلد شارل غارنييه في 6 نوفمبر عام 1825 في باريس. كان والده في الأصل من إقليم سارت، وعمل حدادًا وصانع عجلات وهياكل عربات قبل أن يستقر في باريس للعمل في شركة تأجير عربات تجرها الخيول. تزوج فيليسيا كولي ابنة قائد في الجيش الفرنسي.
تجاهل غارنييه في وقت لاحق من حياته حقيقة امتلاكه أصولًا متواضعة، وفضل الادعاء بأن سارت هي مسقط رأسه.

## دار الأوبرا في باريس

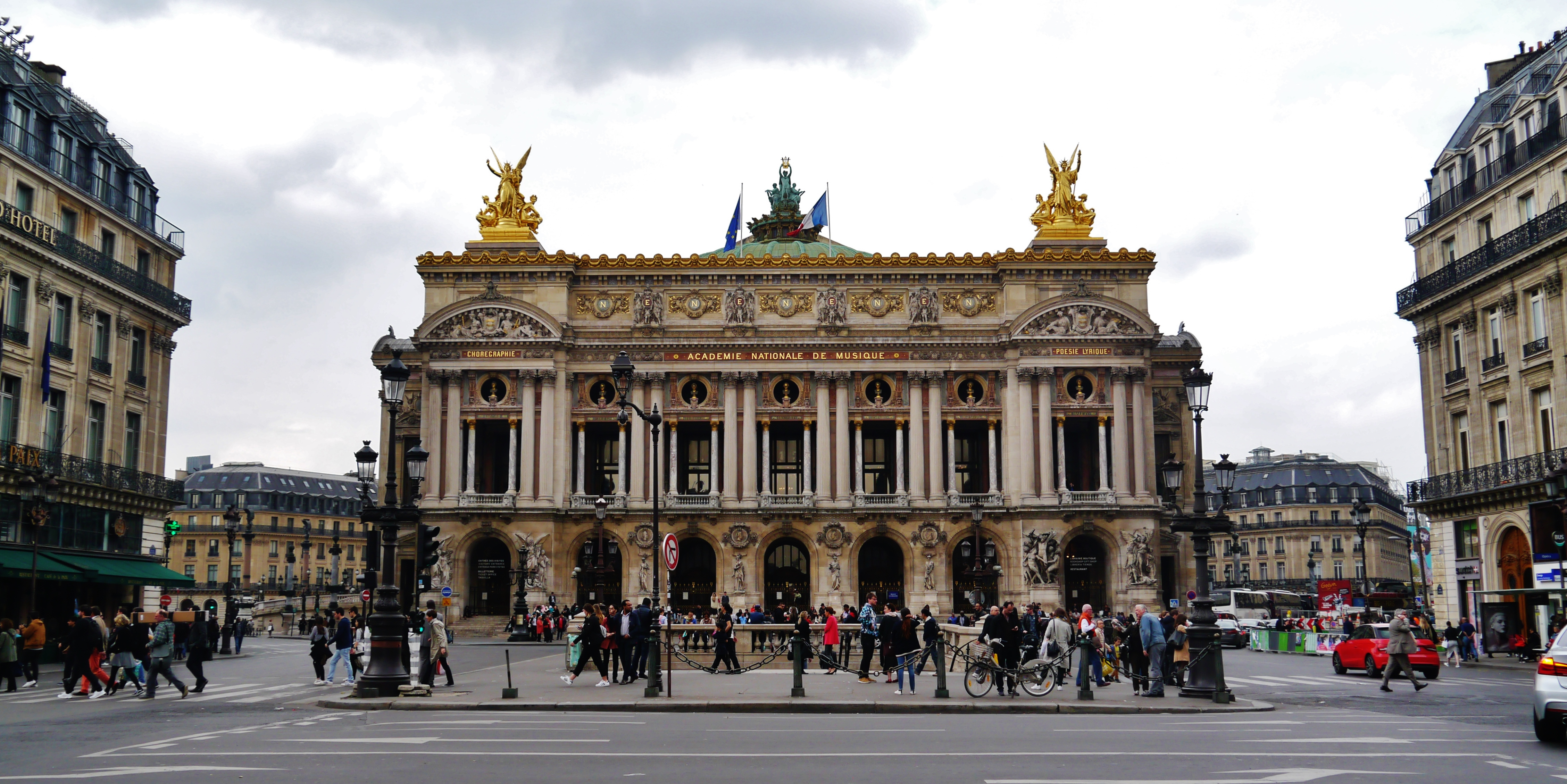
واجهة دار الأوبرا غارنييه، باريس، منطقة إيل دو فرانس، فرنسا

أعلنت الإمبراطورية الثانية من قبل الإمبراطور نابليون الثالث في 30 ديسمبر عام 1860 عن مسابقة لتصميم دار أوبرا جديدة تمولها الدولة. بني دار الأوبرا القديم الذي يقع في شارع لو بيليتير والمعروف باسم صالة لو بيليتير كمسرح مؤقت في عام 1821. كان الطريق إلى هذا المسرح صغيرًا جدًا، وتقرر بعد محاولة اغتيال نابليون الثالث في مدخل المسرح في 14 يناير 1858 بناء دار أوبرا جديد مع مدخل منفصل أكثر أمنًا لرئيس الدولة.
مُنح المتقدمون شهرًا لتقديم الطلبات. كانت هناك مرحلتان في المسابقة، وكان غارنييه واحدًا من نحو 170 مشاركًا في المرحلة الأولى. حصل على المركز الخامس وكان واحدًا من سبعة متنافسين نهائيين ترشحوا للمرحلة الثانية. تطلبت المرحلة الثانية من المتسابقين مراجعة مشاريعهم الأصلية وكانت أكثر دقة مع دليل تكون من 58 صفحة كتبه مدير الأوبرا ألفونس رويير، وتلقاه المتسابقون في 18 أبريل. أرسلت الاقتراحات الجديدة إلى هيئة المحلفين في منتصف شهر مايو، واختير مشروع غارنييه في 29 مايو «لصفاته النادرة والمتميزة في التوزيع الجميل للمخطط، والجانب الضخم والمميز للواجهات والأقسام».
كتبت لويز زوجة غارنييه في وقت لاحق أنَّ المهندس الفرنسي ألفونس دي جيزور الذي كان في هيئة المحلفين قد أخبرها أنَّ مشروع غارنييه كان «رائعًا في بساطته ووضوحه ومنطقه وعظمته، وأيضًا المزايا الخارجية التي قسمت المخطط ضمن ثلاثة أجزاء مختلفة هي الأماكن العامة والقاعة والمسرح ... لقد طور مشروعه بشكل كبير منذ المسابقة الأولى، بينما خرّب غينين الفائز بالمركز الأول في المرحلة الأولى مشروعه».
بدأ غارنييه البالغ من العمر 35 عامًا وغير المشهور نسبيًا بعد وقت قصير العمل في المبنى، والذي سمي في النهاية بقصر غارنييه نسبة له. واجه الكثير من الناس صعوبة في تنفيذ الشكل الذي كان يحاول تصويره بالضبط.
بدأ البناء في صيف عام 1861، على الرغم من أنَّ التوقفات أخرته لمدة أربعة عشر عامًا أخرى. اكتشف خلال الأسبوع الأول من الحفر مجرى مائي تحت الأرض، ما وضح أن الأرض غير مستقرة لحمل الأساس. تطلب الأمر ثمانية أشهر حتى انتهى ضخ المياه. أثبتت قاعدة غارنييه الخرسانية المعزولة بالبيتومين أنها قوية بما يكفي لتقاوم أي تسرب ممكن، واستمرت عملية البناء.
أدت هزيمة الجيش الفرنسي من قبل بروسيا في معركة سيدان التي جرت عام 1870 إلى انحلال الإمبراطورية الثانية. استُخدم دار الاوبرا غير المكتمل خلال حصار باريس وكومونة باريس في عام 1871 كمستودع للبضائع، وكذلك كسجن عسكري.
افتتح دار الأوبرا أخيرًا في 5 كانون الثاني يناير عام 1875. حضر العديد من أقدر الملوك في أوروبا حفل الافتتاح بما في ذلك رئيس جمهورية فرنسا الجديدة، والمارشال مكماهون، واللورد حاكم لندن، وألفونسو الثاني عشر ملك إسبانيا.
شعر الناس الذين دخلوا المبنى الضخم والذي امتد على مساحة 119000 قدم مربع (11100 متر مربع) بالرهبة عمومًا بسبب حجمه الكبير وزخارفه الواسعة. وصف كلود ديبوسي البناء بأنه يشبه محطة سكة حديدية من الخارج، ويشبه الحمام التركي من الداخل.
تمثل أعمال غارنييه أسلوبًا مستوحى من الطراز الباروكي، وحظيت بشعبية خلال فترة الفنون الجميلة في فرنسا. تأثر بالأساليب الإيطالية لفناني عصر النهضة مثل بالاديو وسانسوفينو ومايكل أنجيلو، ربما نتيجة زياراته الكثيرة لليونان وروما خلال حياته. وكان أيضًا رائدًا في الجمال المعماري والوظيفي. بنى دار الأوبرا على هيكل من العوارض المعدنية لم يسبق له مثيل في ذلك الوقت. وبصرف النظر عن كونها مقاومة للحريق فقد كان الصلب والحديد أقوى بكثير من الخشب، مما سمح لها بتحمل الأطنان الكبيرة من الرخام والمواد الأخرى دون كسر.
بنى غارنييه في عامي 1872 و1873 منزل لقضاء العطلات يطل على منطقة الريفيرا الإيطالية. كان من أوائل الأشخاص الذين بنوا هناك بعد وصول السكك الحديدية في عام 1871 وساهم في وقت لاحق في بناء العديد من المباني الخاصة والعامة في المدينة حتى وفاته في عام 1898. تشمل مساهماته المعمارية الأخرى صالة الحفلات الموسيقية الكبرى في كازينو مونت كارلو.

## وفاته
تقاعد غارنييه من عمله المعماري في عام 1896، لكنه استمر في العمل في هيئات المحلفين لتحكيم المسابقات المعمارية. أصيب بسكتة دماغية في الساعة الرابعة صباحًا في 2 أغسطس عام 1898 عندما كان في منزله في باريس، وسكتة ثانية في المساء التالي، توفي في الساعة 8 مساءً ودفن في مقبرة مونبارناس.

## التعليم
تعلم في المدرسة الوطنية للفنون الجميلة، في تخصص عمارة.

## أعمال بارزة
من أهم أعماله:
- قصر غارنييه.

## جوائز
حصل على جوائز منها:
- جائزة ريبا (1886)
- جائزة روما (1848)
- وسام جوقة الشرف من رتبة ضابط أكبر
- نيشان جوقة الشرف من رتبة ضابط.

## روابط خارجية
- شارل غارنييه على موقع الموسوعة البريطانية (الإنجليزية)